# Zuzana Čaputová
Zuzana Čaputová, nascida Zuzana Strapáková (Bratislava, 21 de junho de 1973), é uma advogada, ativista e política eslovaca, tendo sido presidente do seu país entre 2019 e 2024. Foi a primeira mulher a ocupar a presidência, bem como o presidente mais jovem da história do país, aos 45 anos.
Tornou-se conhecida por prevalecer numa luta de uma década contra a situação de um aterro sanitário tóxico na cidade onde passou seus primeiros anos, Pezinok. Por isso, ela foi premiada com o Goldman Environmental Prize de 2016.